# هيرمان أبيرت
هيرمان أبيرت (بالألمانية: Hermann Abert) (1871 – 1927) مؤرخ موسيقي ألماني.
ولد في شتوتغارت ابنا ليوهان يوزف أبيرت الذي كان قائد فرقة موسيقية في المدينة. درس فقه اللغة الكلاسيكية في جامعات توبنغن وبرلين ولايبزغ. ثم أنهي دراساته في مدينة هاله وكان شغوفا بالموسيقى وتاريخها. فقد قام بدارسة عن الموسيقى اليونانية القديمة، ثم درس في السنوات الثلاثة التالية نظرية الموسيقى في برلين.
عمل بالتدريس الأكاديمي لاحقا. وفي عام 1925 صار عضوا في الأكاديمية البروسية للعلوم وكان أول مؤرخ موسيقي يمنح هذا الشرف.
من أعماله: 
- روبرت شومان(1917)،
- مفهوم الموسيقى في العصور الوسطى ومبادئها(1905)،
- موتسارت (1920)، معتمدا في ذلك بشكل واسع على أعمال أوتو يان المنشورة في منتصف القرن التاسع عشر. تُرجم الكتاب من اللغة الألمانية على الأقل إلى اللغة الإنجليزية.
- غوته والموسيقى(1922).